# Mayer–Vietoris följd
Inom matematiken, speciellt inom algebraisk topologi och homologiteori, är Mayer–Vietoris följd ett algebraiskt verktyg som förenklar beräkningen av algebraiska invarianter av topologiska rum kända som deras homologi- och kohomologigrupper. Resultatet bevisades av två österrikiska matematiker, Walther Mayer och Leopold Vietoris. Metoden består av att dela ett rum i delrum för vilka homologi- och kohomologigrupperna är lättare att beräkna. Denna följd relaterar (ko)homologigrupperna av delrummen. Den är en naturlig lång exakt följd som består av (ko)homologigrupper av hela rummet, direkta summan av (ko)homologigrupperna av delrummen och (ko)homologigrupperna av delgruppernas snitt.
Mayer–Vietoris följd gäller för ett flertal kohomologi- och homologiteorier, bland annat för singulär homologi och singulär kohomologi. I allmänhet gäller den för de teorier som satisfierar Eilenberg–Steenrodaxiomen, och den har variationer för både reducerad och relativ (ko)homologi. Eftersom (ko)homologin av de flesta rum inte kan beräknas direkt från deras definitioner används istället metoder som Mayer–Vietoris följd i hopp om att få partiell information. Många rum inom topologi är sammansatta av enklare rum. Genom att noga välja två delrum med enklare (ko)homologi kan man i bästa fall beräkna hela rummets (ko)homologi. I denna aspekt är Mayer–Vietoris följd analog till Seifert–van Kampens sats för fundamentalgruppen, och en precis relation existerar för homologin i dimension ett.